# Владимир Вучковић (глумац)
Владимир Вучковић (Трстеник, 1991) српски је глумац. Завршио је средњу музичку школу у Крушевцу и Факултет драмских уметности.

## Филмографија
| Год.     | Назив                                | Улога                |
| -------- | ------------------------------------ | -------------------- |
| 2010.-те |                                      |                      |
| 2013.-   | Синђелићи                            | Небојша "Шоне" Лазић |
| 2015.    | Марко Краљевић: Фантастична авантура | Милош                |
| 2015.    | Бићемо прваци света                  | Војник КНОЈ-а        |
| 2016.    | Прваци света                         | Војник КНОЈ-а        |
| 2017.    | На граници                           | Полицајац Петар      |
| 2017.    | Живот по Москрију                    | Шоне                 |
| 2019.    | Паклени рај                          | Бранко               |